# كرسول أرجواني داكن
كرسول أرجواني داكن (الاسم العلمي:Crassula atropurpurea) هو نوع من النباتات يتبع جنس الكرسول من الفصيلة الكرسولية.

## معرض صور

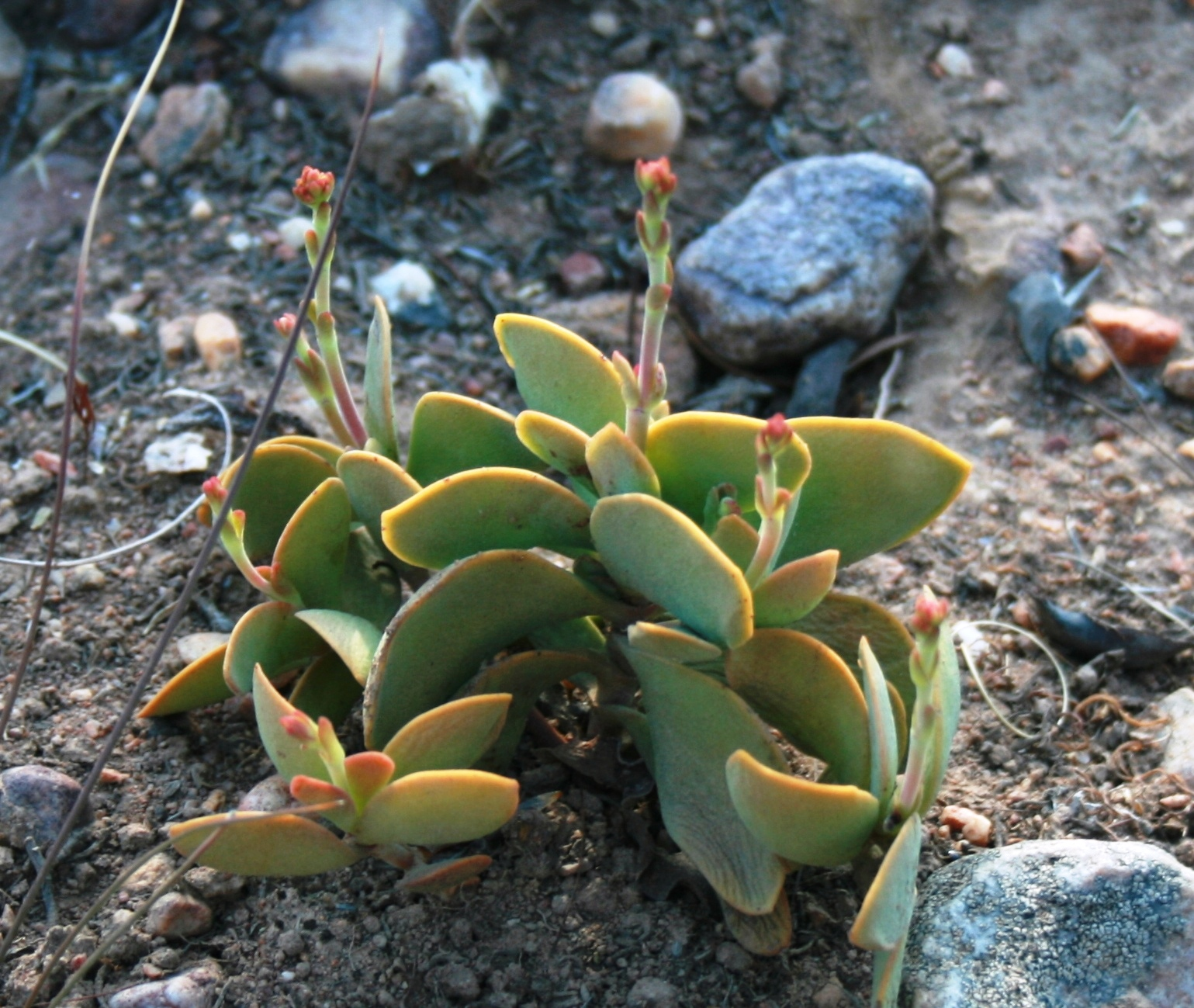
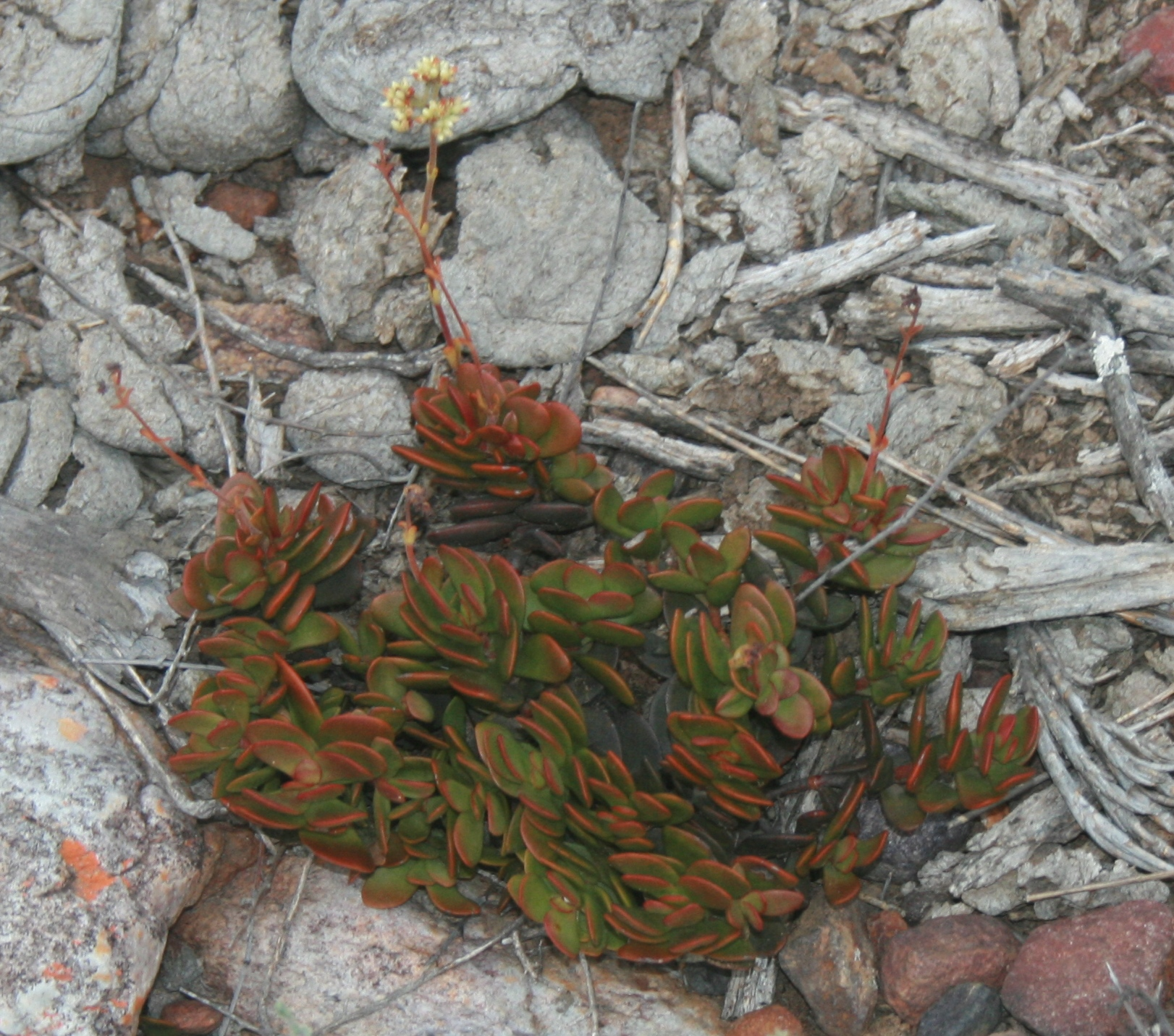
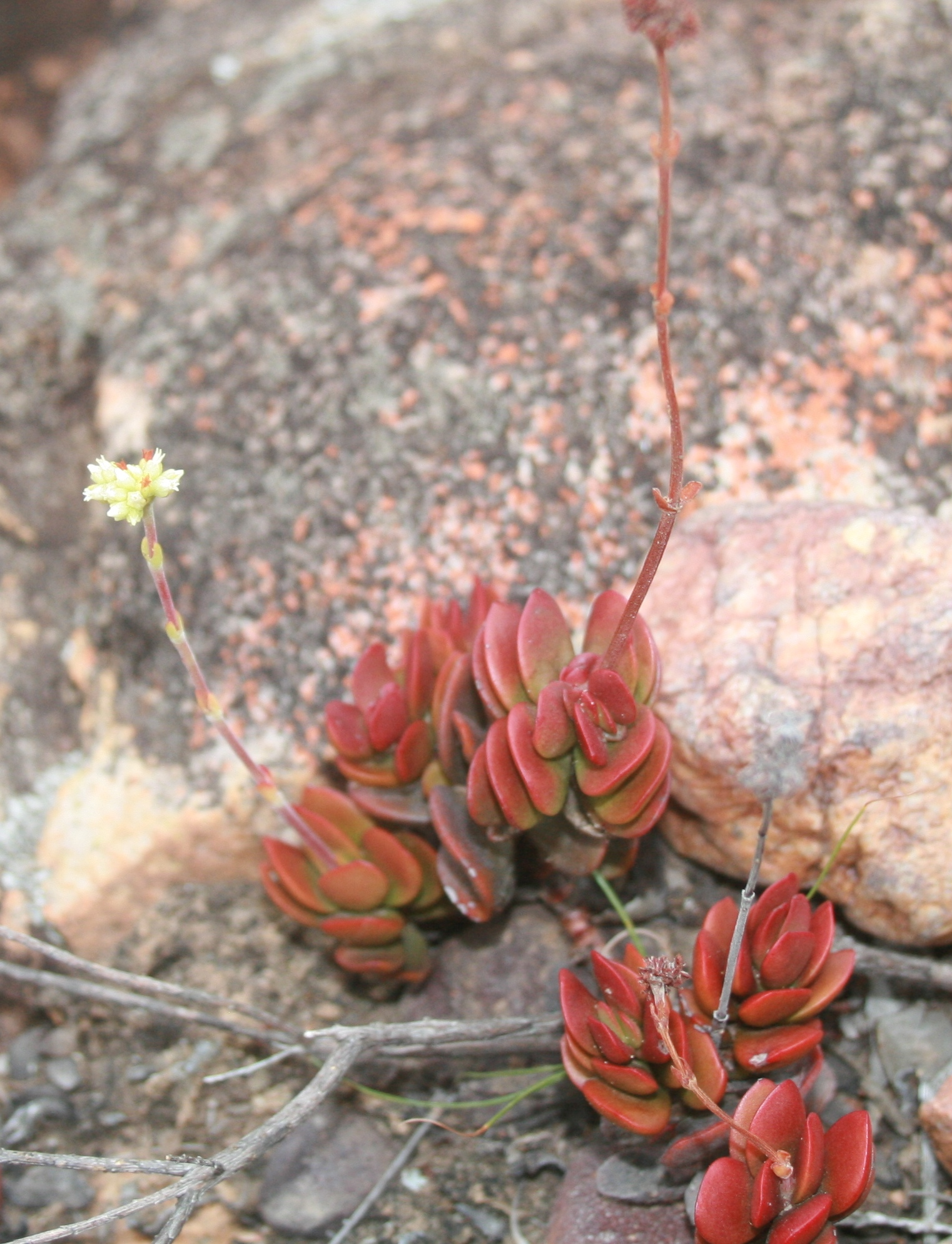
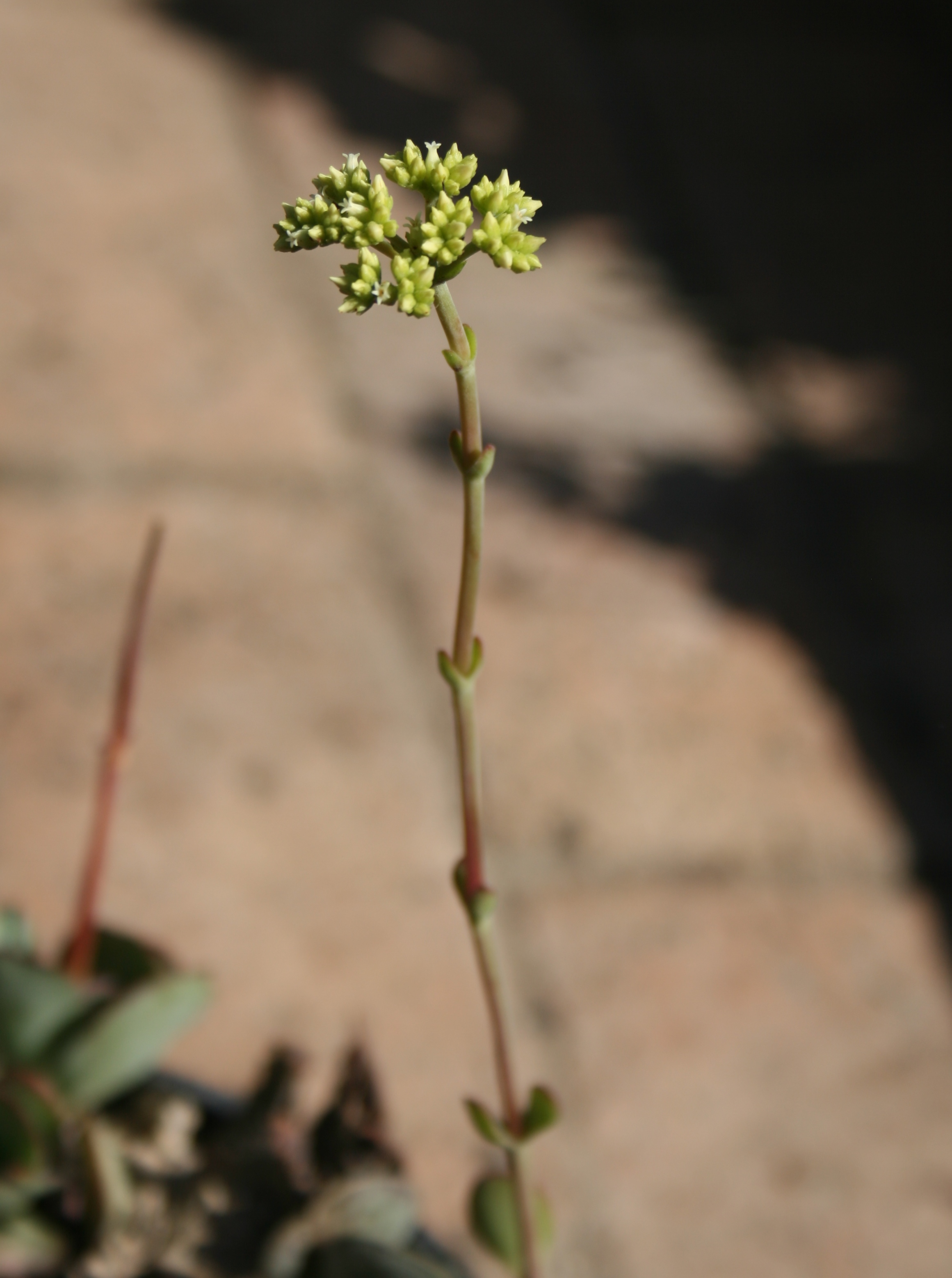
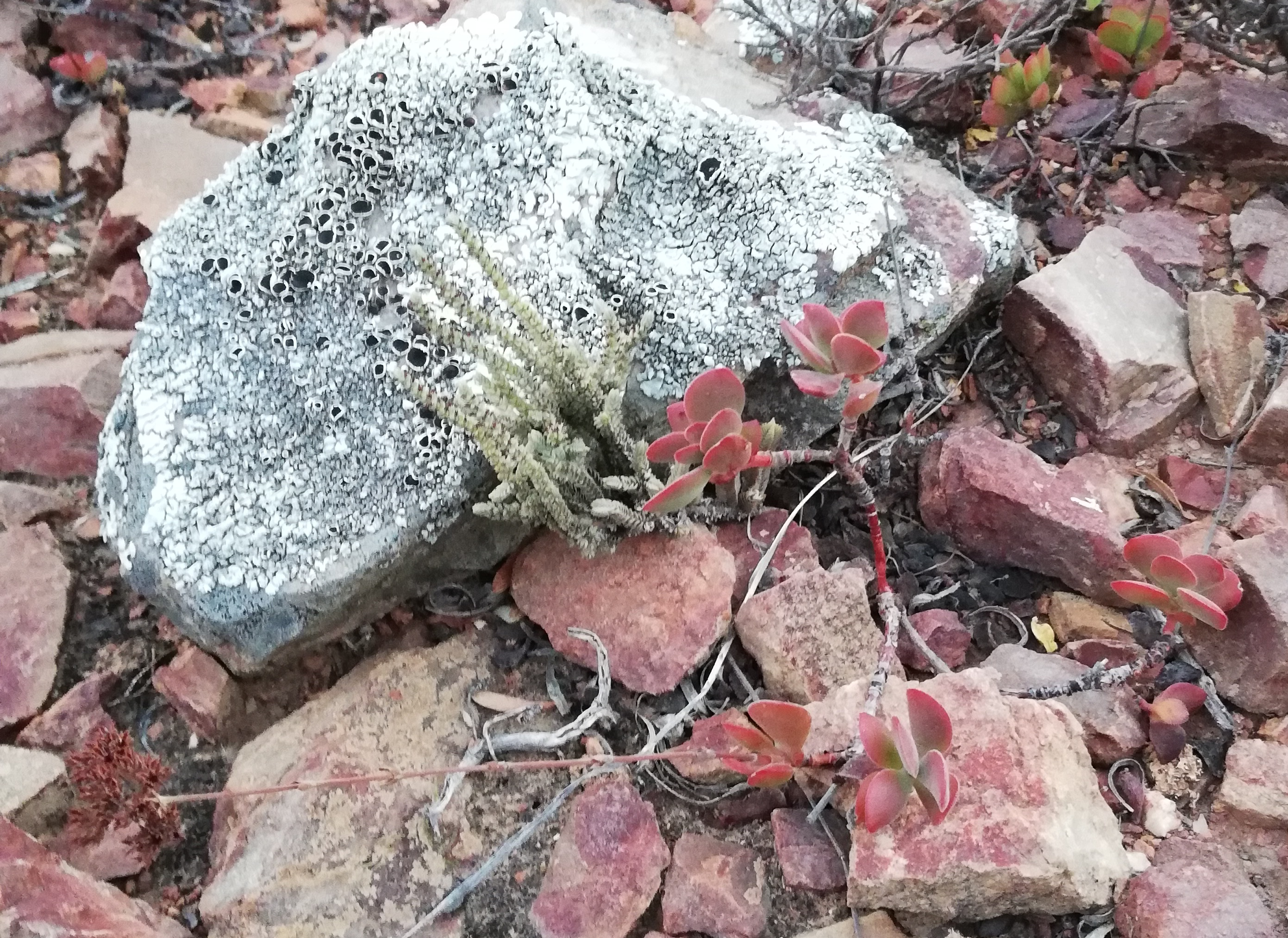